# Aztécká říše
Aztécká říše, přesněji Trojspolek (nahuatl Ēxcān Tlahtōlōyān), byla konfederace tří městských států předkolumbovské Ameriky, konkrétně: México-Tenochtitlánu, Texcoca a Tlacopánu na území Mezoameriky (dnešního Mexika). Byl to státní útvar ovládaný Aztéky, kteří vedli války proti okolním městským státům. Během jejich vlády došlo ke stavbě značného množství měst (nahuatl altepeme), ve kterých se do dnešních dnů zachovalo velké množství památek (např. pyramidové chrámy apod.), dnes skrytých částečně v džungli. Aztécká říše byla v 16. století rozvrácena španělskými dobyvateli a jejich indiánskými spojenci, které vedl Hernán Cortés.

## Historie
Aztécká říše vznikla spojením tří městských států Tenochtitlánu, Texcoca a Tlacopánu do konfederace, jež byla vytvořena roku 1428 po vítězné válce proti městskému státu Azcapotzalco, po níž Tenočkové získali rozhodující vojenský a politický vliv. Následně se Tenochtitlán stal hlavním městem konfederace – tzv. Aztéckého trojspolku.
Panovník Itzcóatl zahájil vojenské výboje, provedl administrativní reformy a uspořádal náboženskou hierarchii. Za jeho nástupců Motecuhzomy I., Axayacatla, Tízoca a Ahuitzotla pokračovala územní expanze a do konce 15. století byla podrobena většina kmenů středního a jižního Mexika. Panovník měl dominantní příjmy.

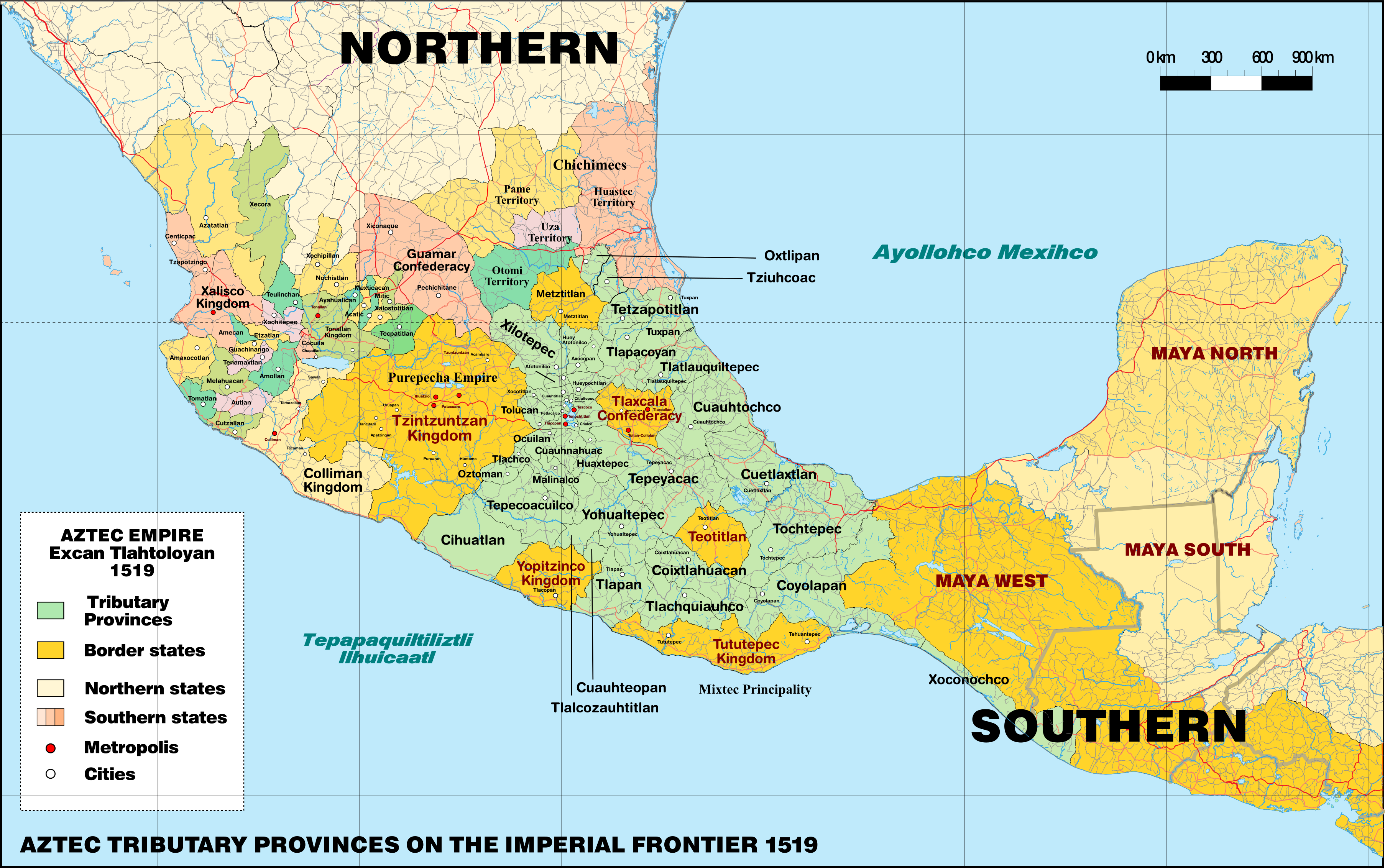
Mapa provincií Aztécké říše (zelená) a okolních států v roce 1519

Na začátku 16. století, za vlády Motecuhzomy II., dosáhla aztécká říše vrcholu své moci, když se stala jedinou dominantní silou Střední Ameriky. Nejednalo se však o ucelený státní útvar, ale násilím udržovaný městský supersvaz, v jehož rámci jádro říše ekonomicky vysávalo silou podrobené vazalské městské státy na okraji a odvádělo jejich obyvatele k rituálnímu obětování bohům. Obětování bylo pravidelnou záležitostí a počet obětí mohl dosahovat až několik desítek tisíc ročně. Nejčastěji bylo obětem za živa vyjímáno srdce. Za účelem pravidelných rituálních obětí existoval také obětní kalendář.
Vedle toho si stále udržoval nezávislost svaz měst nazývaný Tlaxcala, který ovšem série porážek z přelomu 15. a 16. století velmi oslabila a izolovala a jeho osud se již zdál v době příchodu Španělů zpečetěn. Tato situace napomohla Hernánu Cortésovi při dobývání aztécké říše v letech 1519–1521, neboť jej podpořila jak Tlaxcala, tak řada aztéckých vazalů, kteří využili první příležitost povstat proti nenáviděným vládcům. Při rozhodujícím útoku na Tenochtitlán v létě 1521 tak byla malá Cortésova armáda podporována více než 100 tisíci bojovníky Tlaxcaly a dalších domorodých městských států. Aztécká říše se poté rozpadla. Poslední aztécký panovník Cuauhtémoc (1520–1521) marně usiloval o obnovení říše a vyhnání španělských dobyvatelů.

## Panovníci
- Ténoch (legendární) – Penca de Nopal – List Nopálu (kaktusu)
- Acamapichtli (1376–1395) – Puňado de Caňas – Hrst Třtiny
- Huitzilíhuitl (1395–1417) – Fiesta del Colibrí – Svátek Kolibříka
- Chimalpopoca (1417–1427) – Escudo Humeante – Dýmající Štít
- Itzcóatl (1427–1440) – Serpiente de Obsidiana – Pazourkový Had
- Motecuhzoma Ilhuicamina I. (1440–1469) – Nuestro Seňor Enojado, Flechador de Nube, Cielo – Náš Rozlícený Pán, Nebeský Lukostřelec
- Axayacatl (1469–1481) – Rostro de Agua – Tvář Vody
- Tízoc (1481–1486)– Lugar de Gises – Místo Pěny
- Ahuitzotl (1486–1502) – Ardilla de Agua – Vodní Veverka(nutrie)
- Motecuhzoma II. (1502–1520) – Nuestro Seňor Enojado, Último Hijo – Náš Rozlícený Pán, Nejmladší Syn
- Cuitláhuac (1520) – Dueño de excremento – Vlastník výkalů
- Cuauhtémoc (1520–1521) – Águila que Desciende – Klesající Orel (padlý, sestupující)